# PNO1
RNA 결합 단백질 PNO1(RNA-binding protein PNO1)은 인간에서 PNO1 유전자에 의해 암호화되는 단백질이다.